# Bogusław Dawidow
Bogusław Dawidow (Sopot, 1º novembre 1953) è un direttore d'orchestra polacco, ex direttore artistico e direttore generale della Filharmonia Opolska.

## Biografia
Figlio di Walenty Dawidów (1926-2014), presidente del Consiglio amministrativo e missionario della Chiesa di Cristo in Polonia. Direttore di professione, è stato educato sotto la direzione di Bohdan Wodiczko e Franco Ferrara, tra gli altri, oltre a Leonard Bernstein.
Fu il fondatore della Krakow Chamber Orchestra Fryderyk Chopin. Nella prima metà degli anni '90 ha lavorato come direttore d'orchestra al Polish Chamber Philharmonic. Ha preso parte alla registrazione di 20 album pubblicati da questa istituzione. Negli anni 1994-2002 è stato direttore artistico e direttore principale della National Academic Symphony Orchestra - Russian Philharmonic di Tomsk.
Nel 1999 è diventato direttore artistico e quattro anni dopo anche direttore generale della Opole Philharmonic. Insieme alla Symphony Orchestra di questa unità, ha regolarmente preso parte a concerti nazionali e stranieri (anche a Roma in occasione dell'80º compleanno di Papa Giovanni Paolo II ed a Bruxelles in connessione con l'adesione della Polonia all'Unione europea). Ha anche collaborato con altre orchestre, tra cui il principale direttore ospite della Moscow Symphony Orchestra e della Philadelphia Virtuosi Chaber Orchestra
Nel 2011, dopo un conflitto con i musicisti, ha presentato le dimissioni della carica di amministratore delegato, che ha avviato la procedura di ricorso.